# Chronique de Lucerne

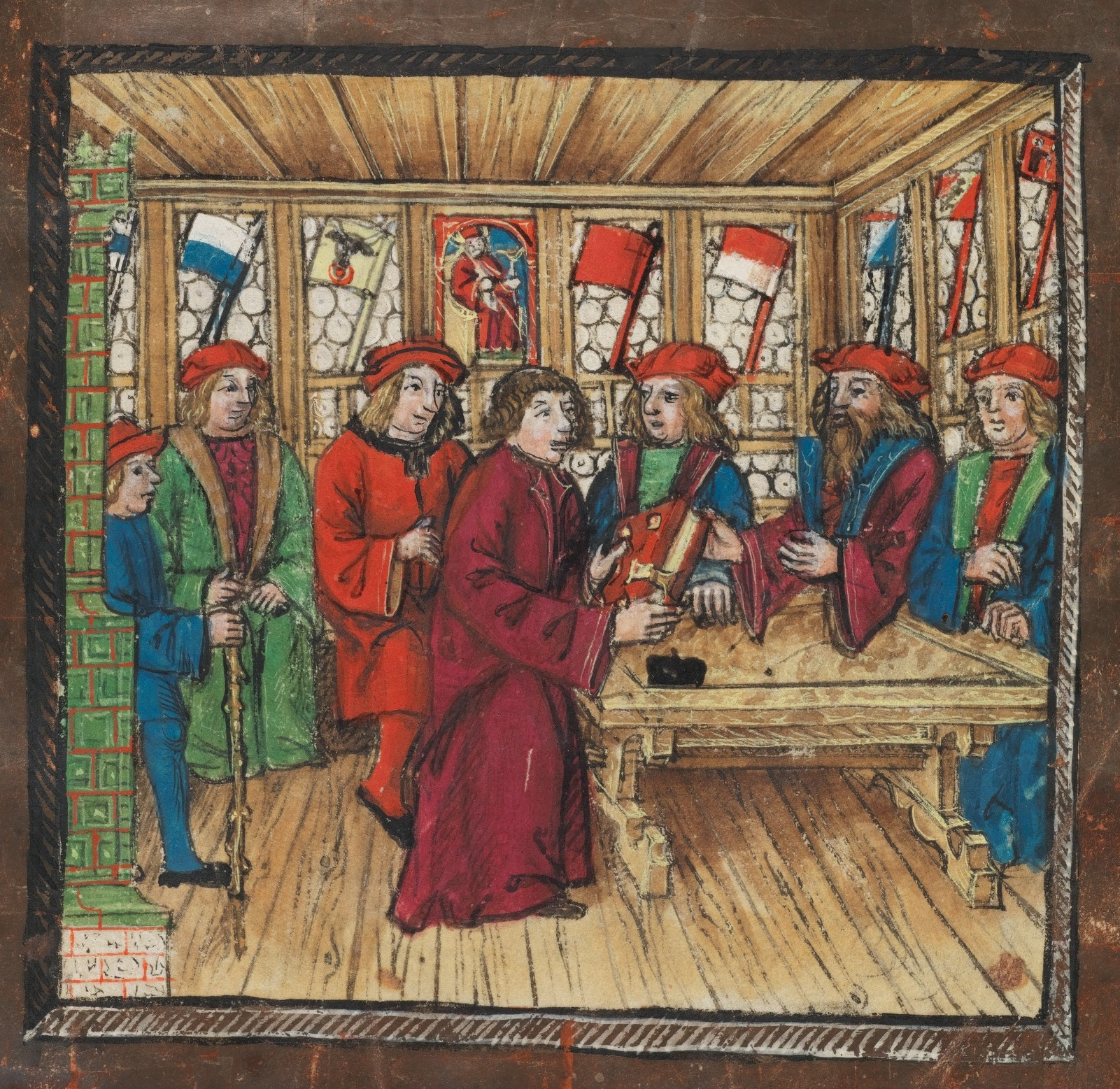
Diebold Schilling présente sa chronique illustrée au Conseil de la ville de Lucerne (1513)

La Chronique de Lucerne ou Luzerner Schilling est un manuscrit enluminé réalisé par Diebold Schilling le Jeune de 1511 à 1513. C'est l'un des exemples les plus remarquables de chroniques illustrées suisses.
L'ouvrage présente les événements politiques, sociaux, économiques et religieux de la ville de Lucerne ainsi que des autres membres de la Confédération au Moyen Âge. Il commence par la légende fondatrice de la cité de Lucerne et couvre les événements jusqu'en 1509, mettant l'accent sur la période postérieure à 1474. Les deux tiers du texte environ se fondent sur la chronique précédente de Petermann Etterlin, publiée sous forme imprimée en 1507. Le manuscrit est conservé en dépôt de la Société de Lucerne à la Bibliothèque centrale et universitaire de Lucerne.
Schilling a probablement écrit la chronique au nom des autorités lucernoises. Le manuscrit comprend 680 pages au format 39,5 × 28,5 cm : 443 d'entre elles sont illustrés et 237 sont des pages de texte. En 1513, après plusieurs années de travail, Schilling remet l'ouvrage aux conseillers de la ville de Lucerne, une scène illustrée par la première image de la chronique.

## Contenu
La chronique de Lucerne comprend :
- Première histoire de Lucerne jusqu'à l'adhésion à la Confédération (503-1332), fol. 2 (p. 13)[2] –7v (p. 24).
- Histoire fédérale jusqu'à Constance : guerres de Sempach et d'Appenzell (1351-1418), fol. 8 (p. 25)[3] –35v (p. 70).
- L'Ancienne guerre de Zurich (1419-1446), fol. 36 (p. 71)[4] –52 (p. 105).
- De l'élection de Sigismond à Frédéric III (empereur du Saint-Empire) (1410-1452), fol. 52v (p. 106)[5] –60 (p. 121).
- Les guerres de Bourgogne jusqu'au Convenant de Stans (1456-1481), fol. 60 V (p. 122)[6] –126 V (p. 256).
- Du Convenant de Stans à la guerre de Souabe (1478-1499), fol. 127 (p. 257)[7] –172v (p. 348).
- De la guerre de Souabe jusqu'à l'entrée de Bâle et Schaffhouse dans la Confédération (1499-1501), fol. 173 (p. 349)[8] –211v (p. 428).
- De la lettre de pension 1503 au Reichstag de Constance 1507 (1503-1507), fol. 212 (p. 429)[9] –224v (p. 454). Du fol. 218v (p. 442) Schilling ne suit plus le modèle d'Etterlin.
- Du Reichstag de Constance à l'effondrement de l'alliance française (1507-1509), fol. 225 (p. 455)[10] –310v (p. 626).
- La guerre contre Venise jusqu'en octobre 1509 (1509), fol. 311 (p. 627)[11] –339v (p. 684).

## Illustrations
Les illustrations  sont de deux peintres différents. Celles attribuées par la tradition à Schilling, sont plus naïves, plus précises et de couleurs plus vives. Le deuxième maître est inconnu et ses tableaux sont dans des tons plus clairs, déjà influencés par la Renaissance. En 1577, le manuscrit est relié dans une reliure en peau de porc de la fin de la Renaissance.

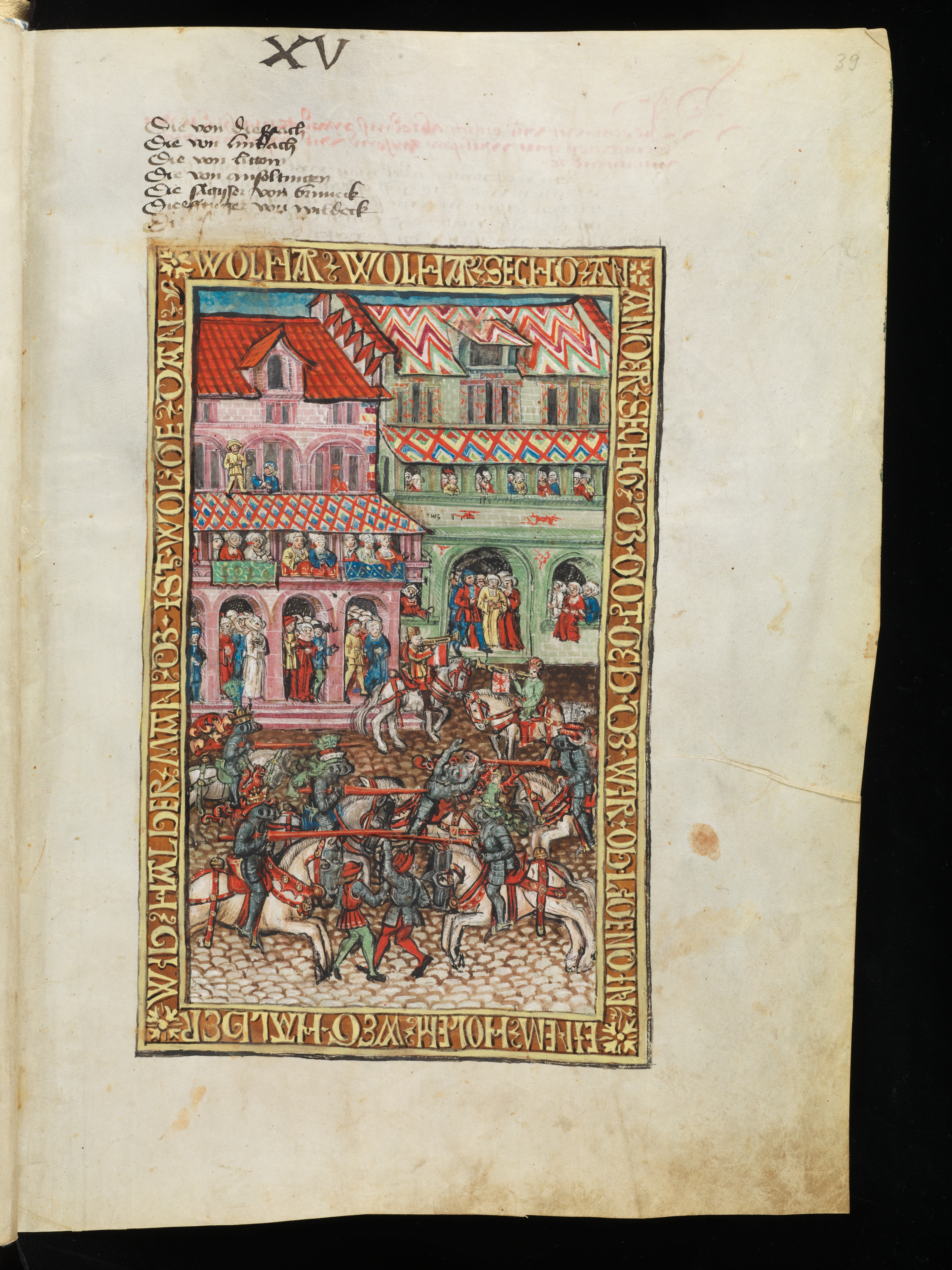
Tournoi à Zofingue à l'occasion de la remise du fief par le duc Rodolphe IV d'Autriche à ses vassaux (1361)
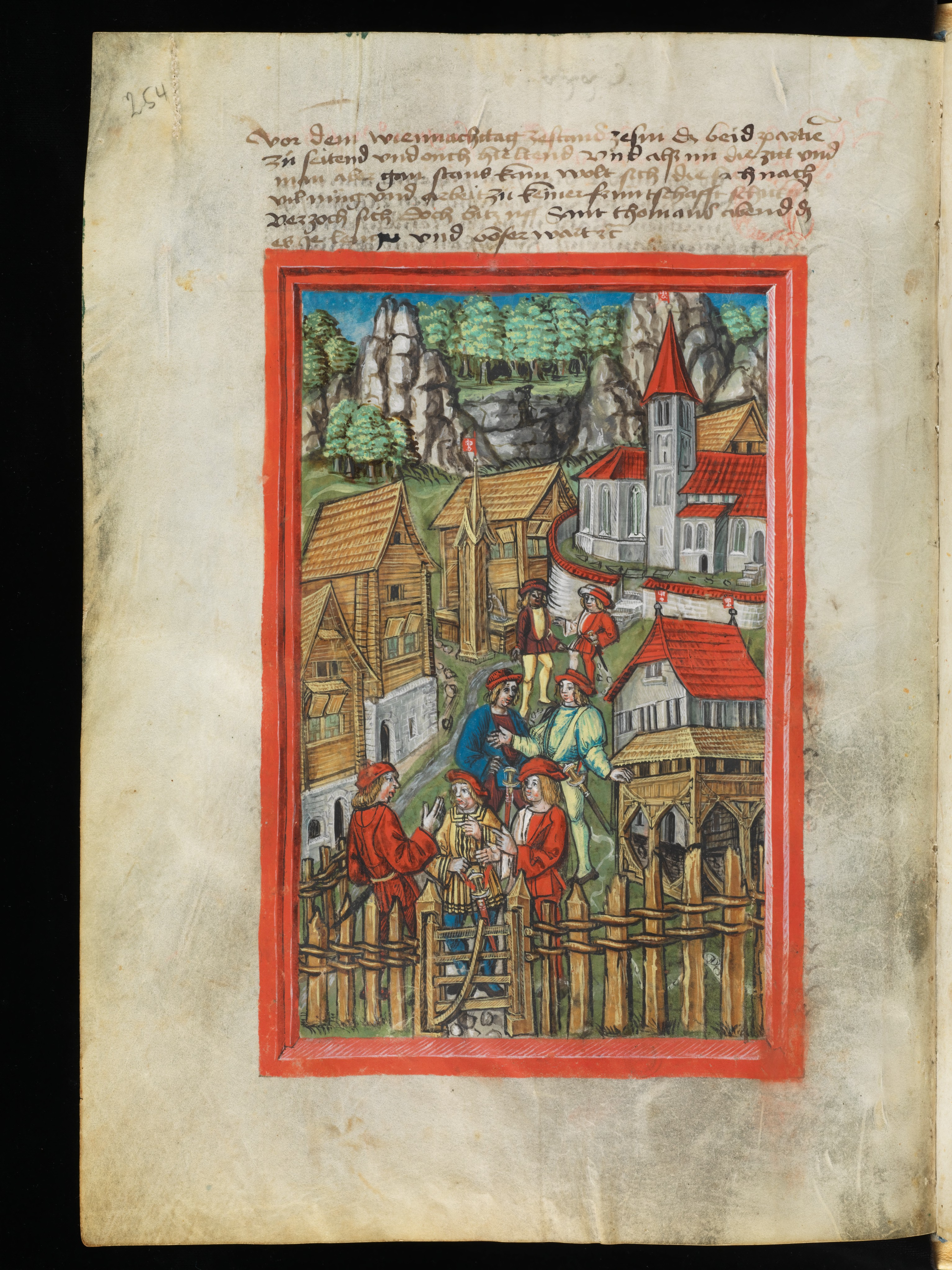
Place du village de Stans pendant le Convenant(1481)
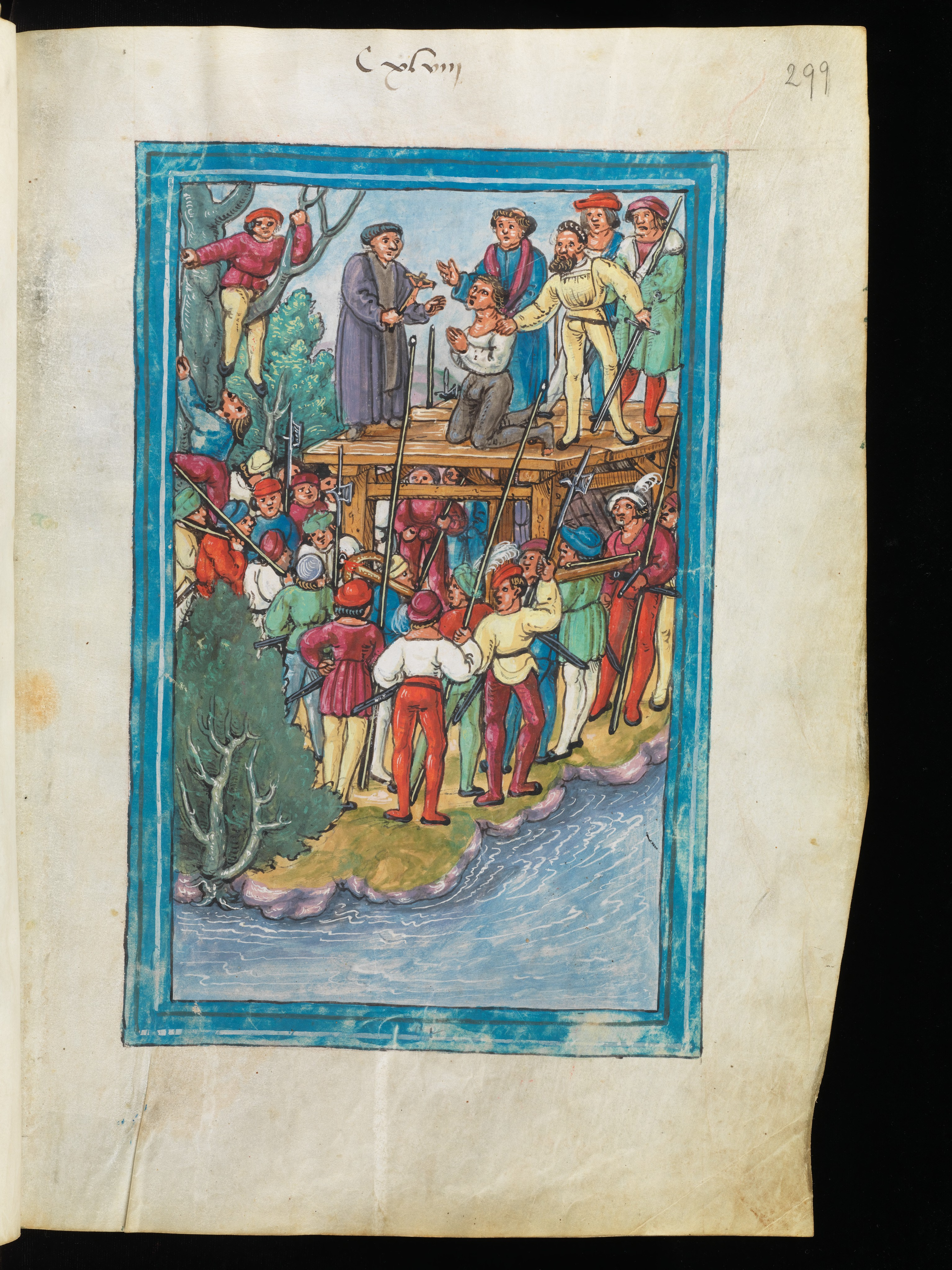
Hans Waldmann lors de son exécution sur l'échafaud (1489)

## Éditions
En 1932, à l'occasion du 600ème anniversaire de l'adhésion de Lucerne à la Confédération, Hans Bloesch et Paul Hilber publient une édition en  fac-similé. En 1981, une seconde édition en fac-similé avec volume de commentaires est éditée par Alfred A. Schmid et publiée à Lucerne par Faksimile-Verlag.
Depuis 2015, la chronique est numérisée et fait partie de la Bibliothèque virtuelle suisse de manuscrits e-codices.